# Lorem ipsum

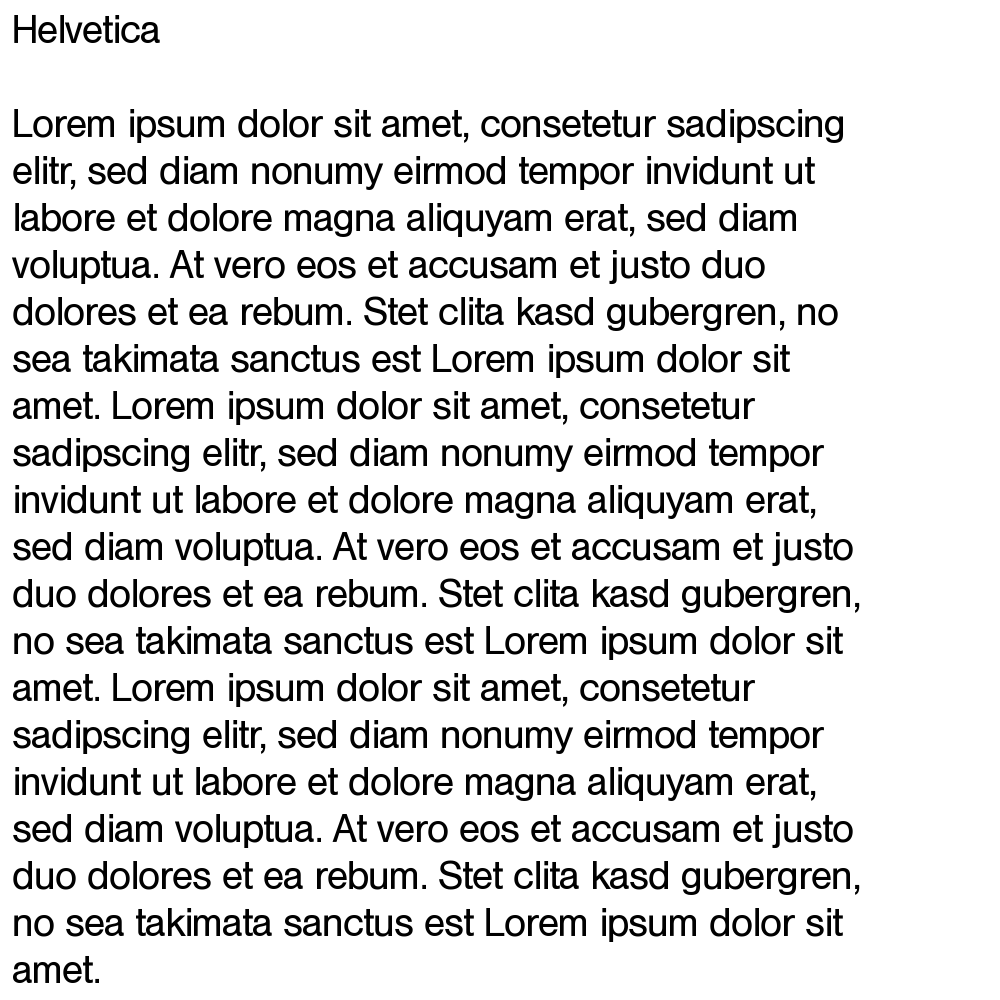
„Lorem ipsum“ in der Schriftart Helvetica

„Lorem ipsum dolor sit amet, consectetur adipiscing elit  …“ ist ein Blindtext, der nichts bedeuten soll, sondern als Platzhalter im Layout verwendet wird, um einen Eindruck vom fertigen Schriftstück zu erhalten. 
Die Verteilung der Buchstaben und der Wortlängen des pseudo-lateinischen Textes entspricht in etwa der natürlichen lateinischen Sprache. Der Text ist absichtlich unverständlich, damit der Betrachter nicht durch den Inhalt abgelenkt wird.

## Historische Herkunft
Der Text selbst ist kein richtiges Latein, schon das erste Wort „Lorem“ existiert dort nicht. Dennoch erkennt man im Text eine Reihe lateinischer Wörter, die aus dem sehr ähnlichen Absatz 1.10.32 bis 1.10.33 aus Ciceros De finibus bonorum et malorum stammen:

“Neque porro quisquam est, qui dolorem ipsum, quia dolor sit, amet, consectetur, adipisci velit […].”

„Ferner gibt es auch niemanden, der den Schmerz um seiner selbst willen liebt, der ihn sucht und haben will, einfach, weil es Schmerz ist […].“

Über die Herkunft des Textes lässt sich keine Klarheit mehr gewinnen. Auch finden sich viele leicht voneinander abweichende Varianten dieses Textes. In der 1914 herausgegebenen lateinisch-englischen Cicero-Werkausgabe findet sich der Text auf Seite 36 oben beginnend mit lorem ipsum…, da das Wort dolorem getrennt umbrochen wurde.
Versionen des Lorem-ipsum-Textes werden mindestens seit den 1960er Jahren im Satz verwendet, als er durch Anzeigen für Letraset-Transferfolien für Anreibebuchstaben populär wurde. Lorem ipsum wurde Mitte der 1980er Jahre in der digitalen Welt eingeführt, als Aldus es in Grafik- und Textverarbeitungsvorlagen für sein Desktop-Publishing-Programm PageMaker einsetzte. Andere beliebte Textverarbeitungsprogramme, einschließlich Pages, LibreOffice und Microsoft Word, haben seitdem Lorem ipsum übernommen. Außerdem ist Lorem ipsum in vielen LaTeX-Paketen und in der Standardbibliothek des Textsatzsystems Typst sowie in Web-Content-Managern wie Joomla! und WordPress oder CSS-Bibliotheken wie Semantic UI enthalten. Derartige Blindtexte werden häufig von Webseitenentwicklern genutzt, um Kunden Prototypen ihrer in Auftrag gestellten Seiten zeigen zu können.
Wurden zunächst die wenigen Zeilen von „Lorem ipsum“ im Blindtext fortlaufend wiederholt, so dient heute der Cicero-Text als Basis vieler Lorem-ipsum-Generatoren, die darauf aufbauend längere Abschnitte erzeugen. Die Wortfolge ist so weithin üblich, dass viele Desktop-Publishing-Programme einen Menüpunkt für Blindtext haben, der eine Sequenz erzeugt, die mit „Lorem ipsum“ beginnt. Außerdem wird heute die Wortfolge „Lorem ipsum“ in der elektronischen Druckaufbereitung erkannt und eine Warnmeldung ausgegeben, damit eine Publikation mit verbliebenem Blindtext nicht versehentlich in den Druck geht.

## Beispiel
Der erste Absatz besteht in einer gängigen Form aus folgenden Wörtern:

“Lorem ipsum dolor sit amet, consectetur adipiscing elit, sed eiusmod tempor incidunt ut labore et dolore magna aliqua.
Ut enim ad minim veniam, quis nostrud exercitation ullamco laboris nisi ut aliquid ex ea commodi consequat.
Quis aute iure reprehenderit in voluptate velit esse cillum dolore eu fugiat nulla pariatur.
Excepteur sint obcaecat cupiditat non proident, sunt in culpa qui officia deserunt mollit anim id est laborum.”